# Georg Metzendorf

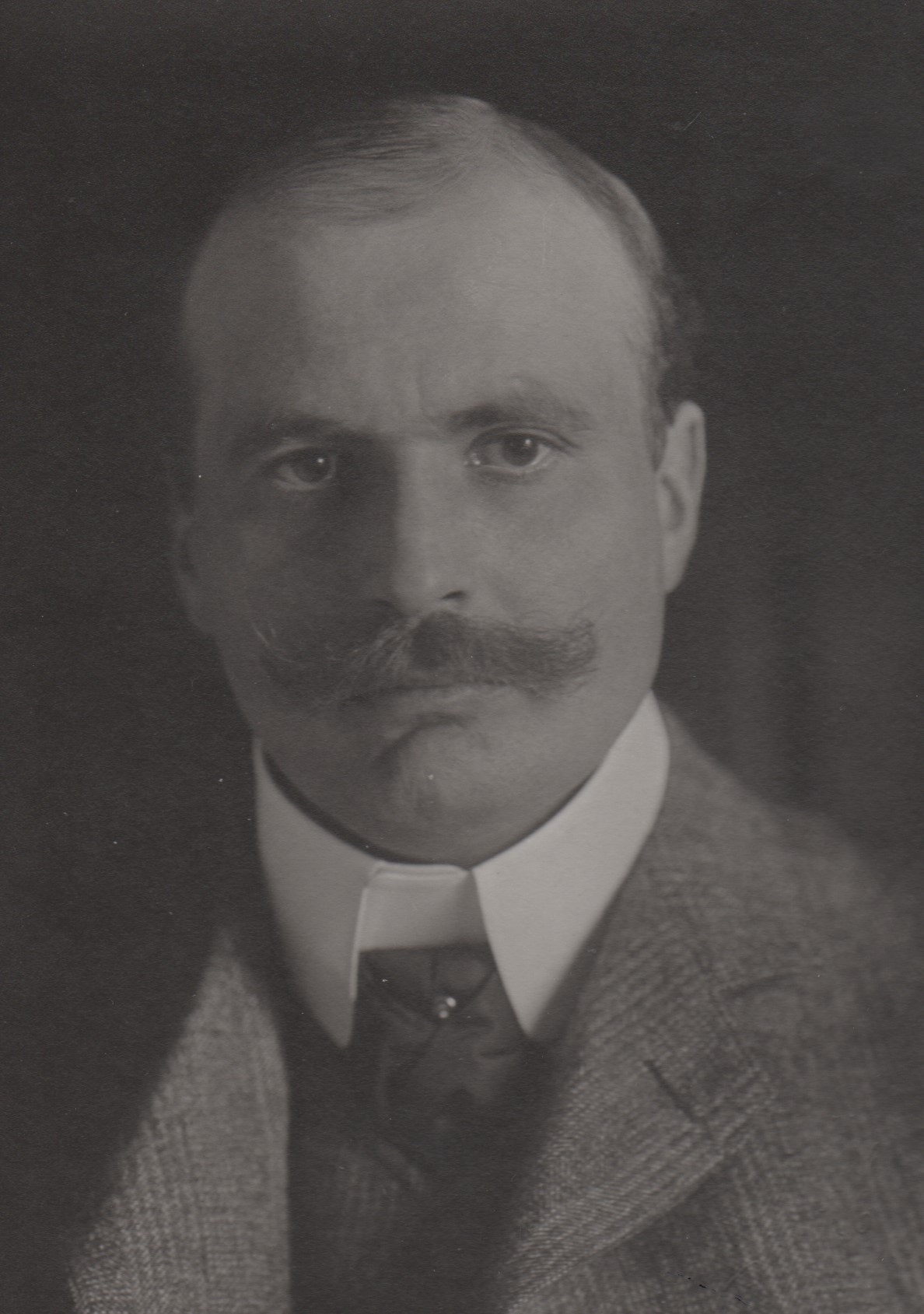
Georg Metzendorf (1906)

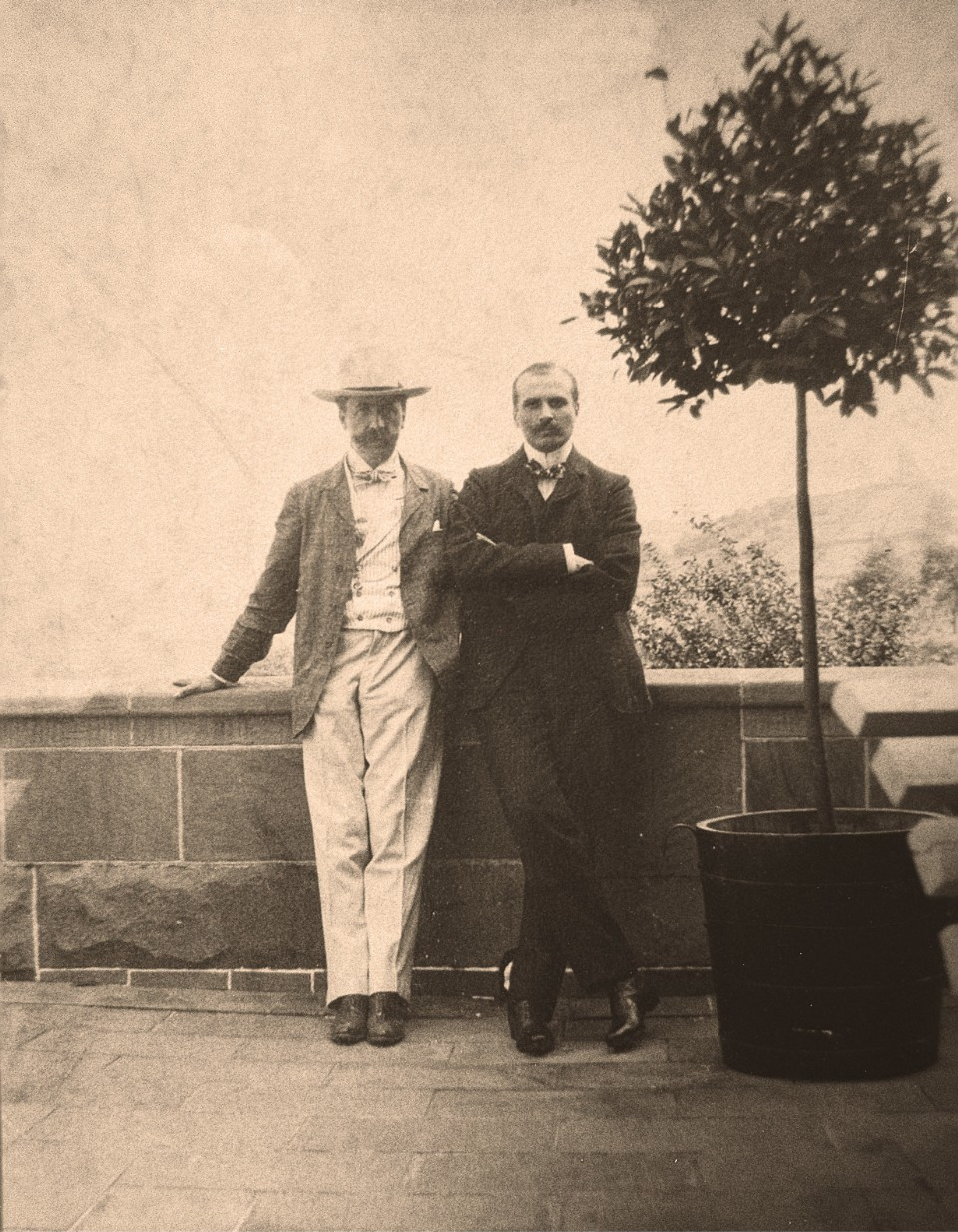
Georg Metzendorf (rechts) zusammen mit seinem Bruder Heinrich (um 1905)

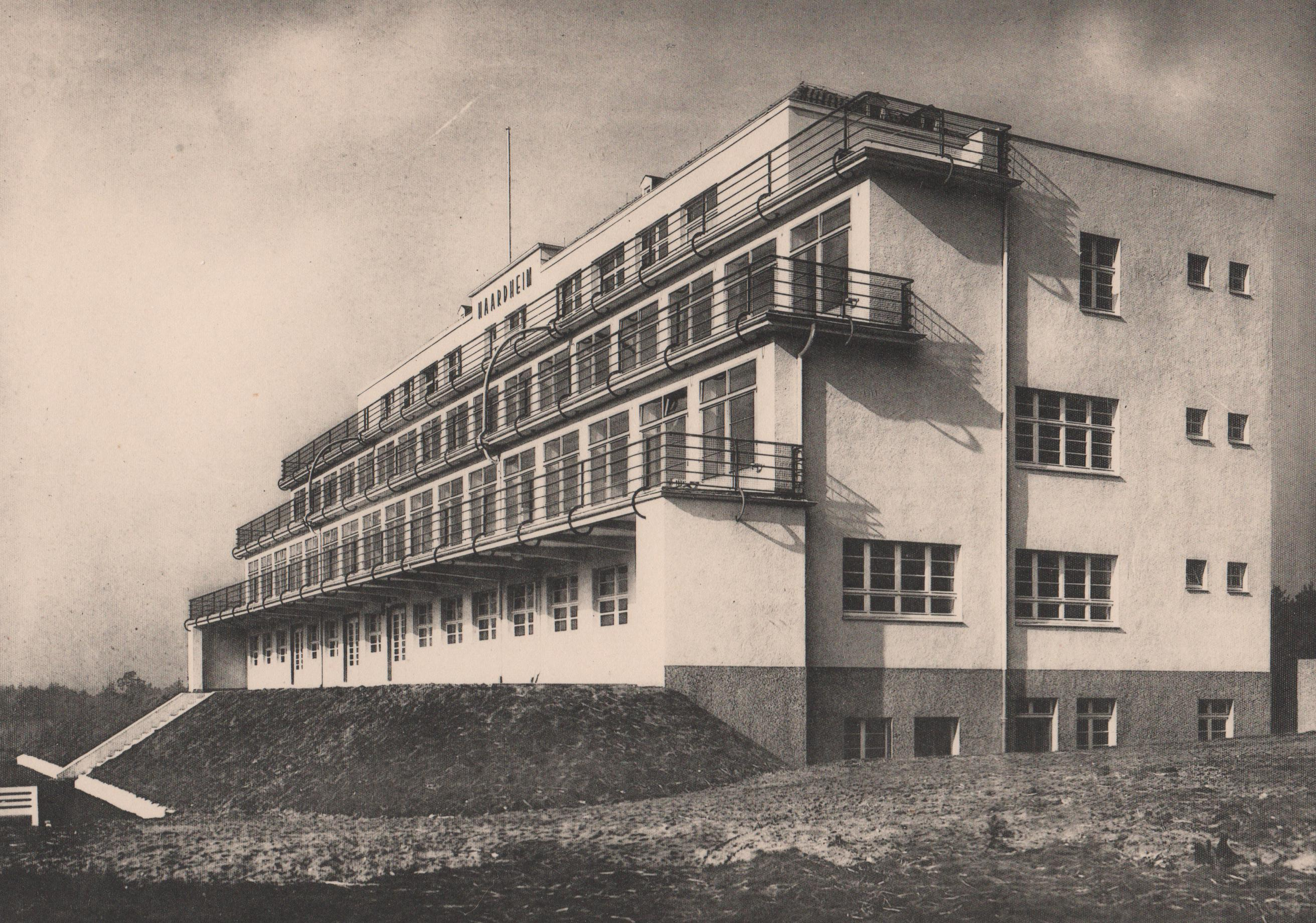
Lungenheilstätte Haardheim bei Marl (1926–1928)

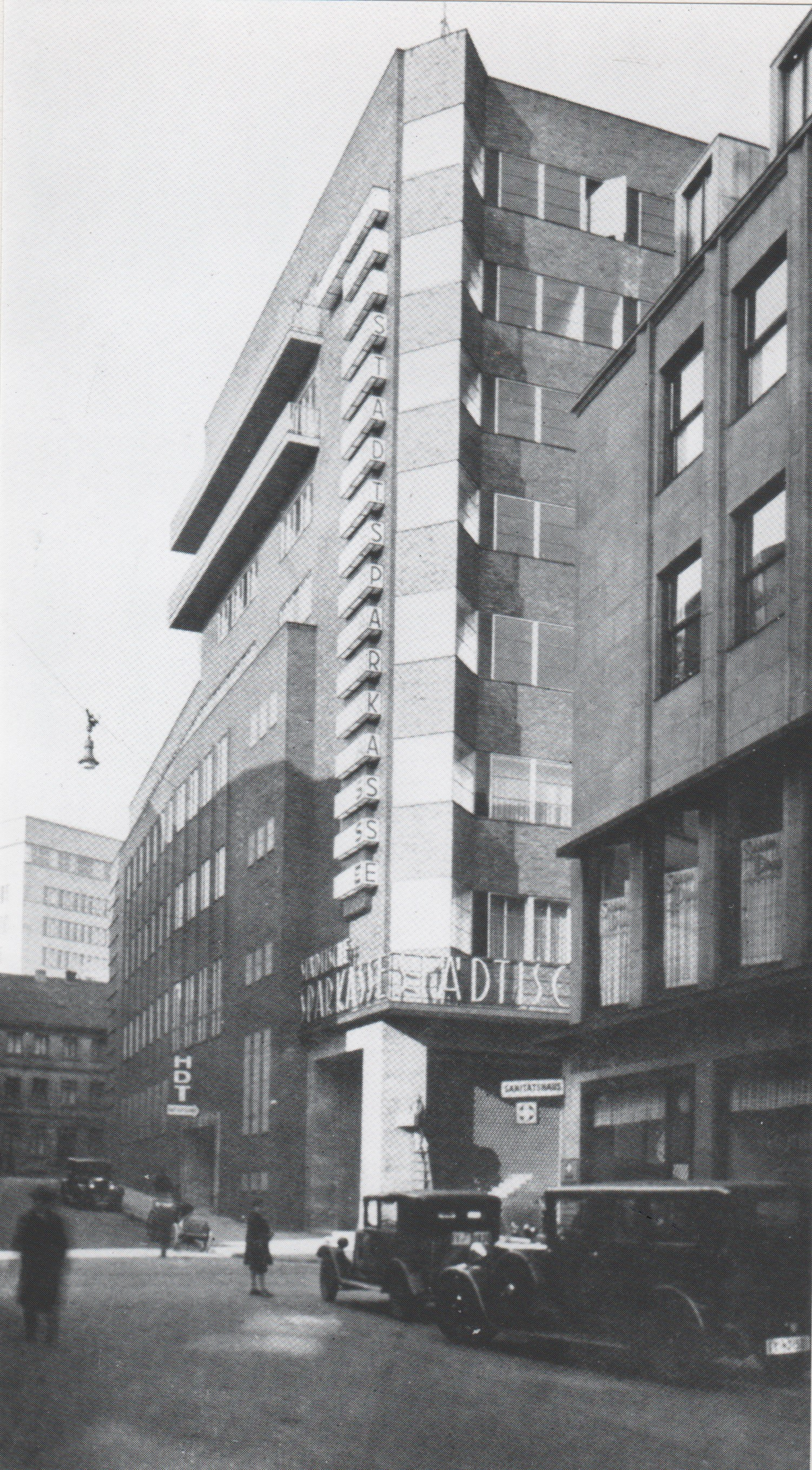
Stadtsparkasse in Essen (1927–1930), heute Theaterpassage

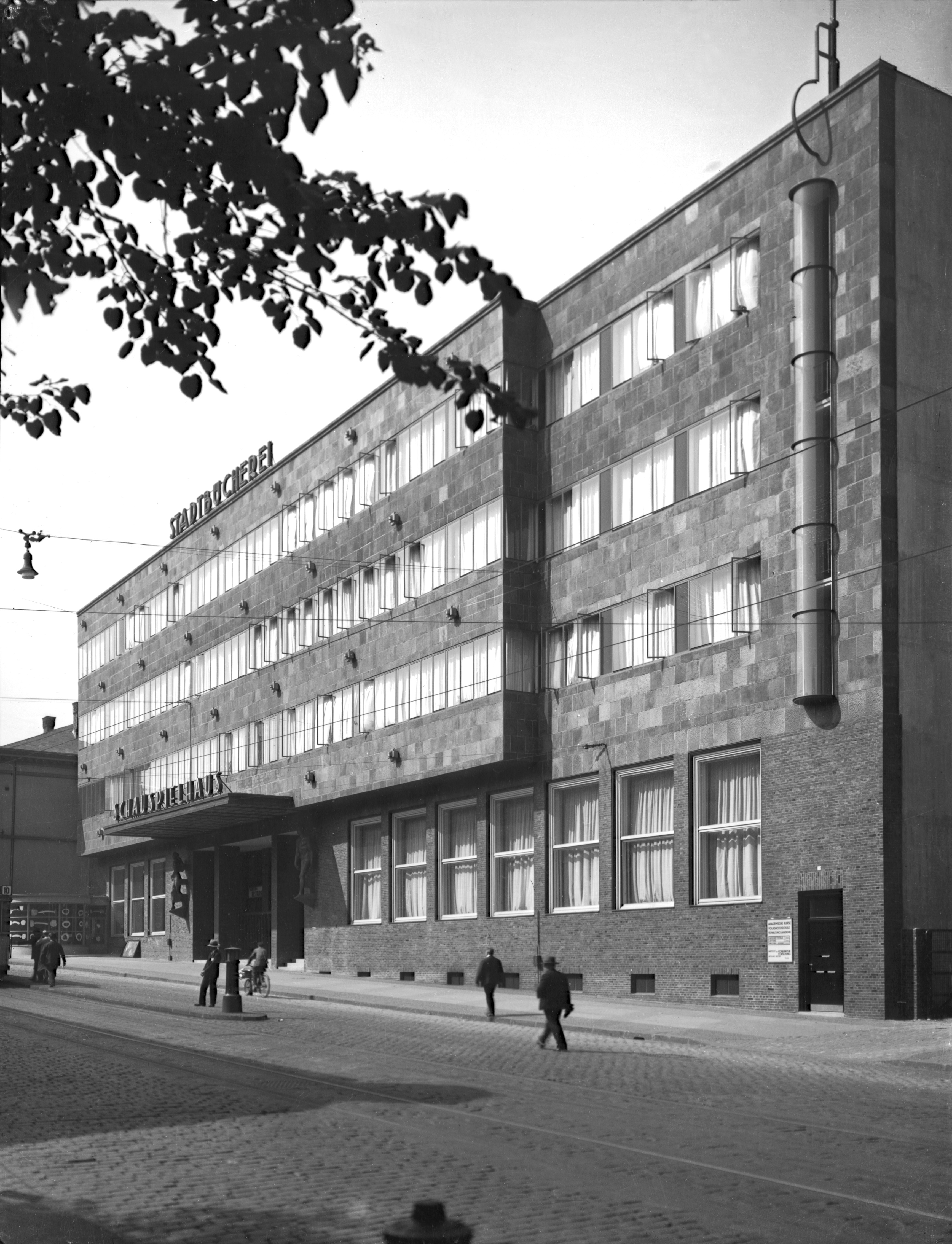
Stadtbücherei Essen mit Zugang zum Schauspielhaus (1928–1930)

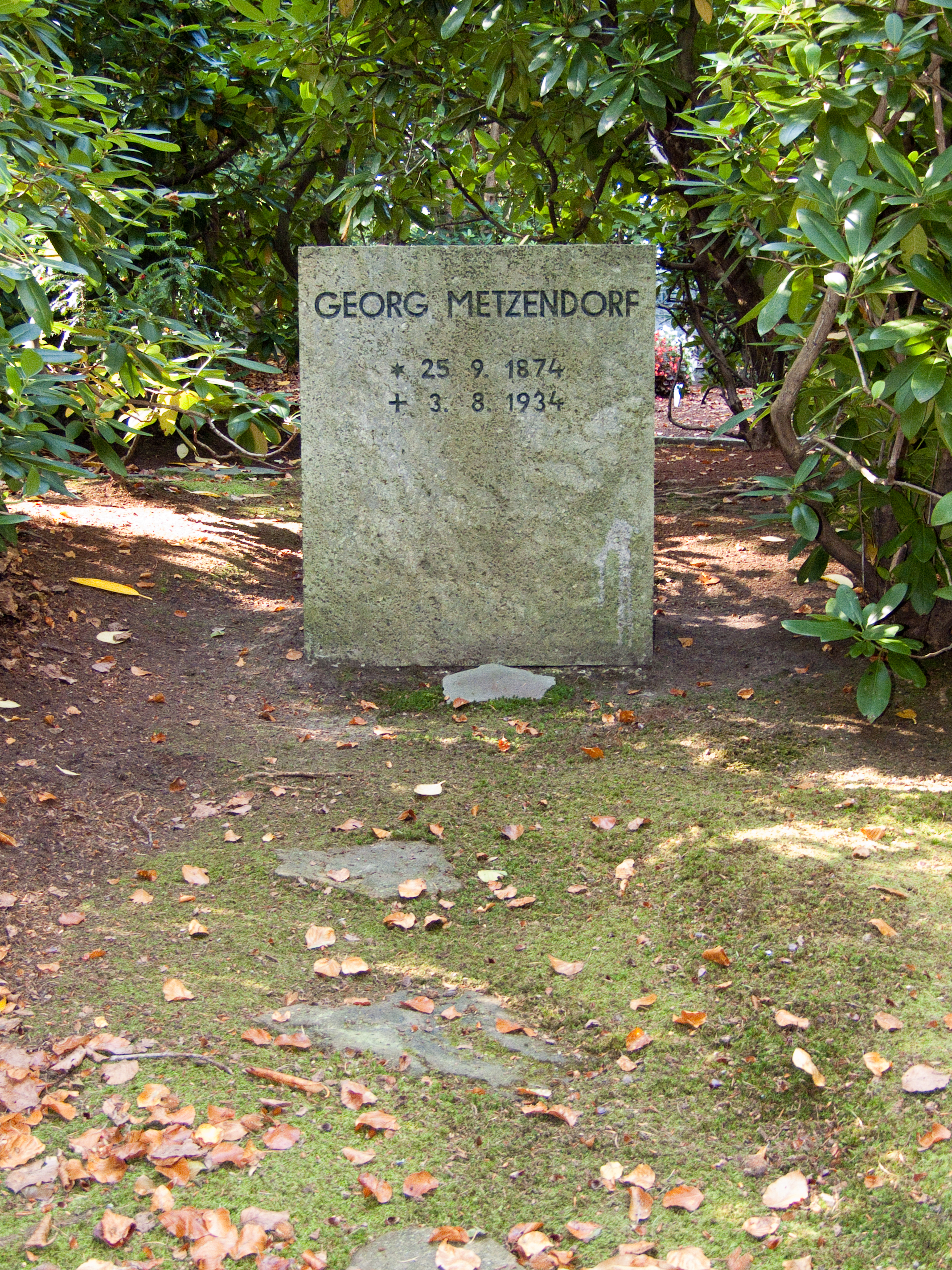
Grabmal auf dem Südwestfriedhof Essen

Georg Metzendorf (* 25. September 1874 in Heppenheim; † 3. August 1934 in Essen) war ein deutscher Architekt, Stadtplaner und Designer.

## Leben
Georg Metzendorf stammt aus einer traditionsreichen Handwerkerfamilie, deren Tätigkeit als Steinmetzmeister in ununterbrochener Linie bis zum Jahre 1557 zurückverfolgt werden kann. Er hatte mehrere Geschwister, die einzige Schwester und sein jüngster Bruder verstarben früh, sein älterer Bruder Heinrich war ebenfalls erfolgreicher Architekt. Nach der Mittleren Reife an der Realschule Heppenheim und einer anschließenden Maurerlehre studierte Metzendorf an der Baugewerkschule Karlsruhe Architektur und setzte nach dem Militärdienst als Einjährig-Freiwilliger 1898 das Studium an der Technischen Hochschule Darmstadt fort. Von 1897 bis 1905 war er Mitarbeiter im regional erfolgreichen Architekturbüro seines Bruders Heinrich Metzendorf (1866–1923), 1900 als Bürovorsteher und von 1901 bis 1905 als Teilhaber. Schwerpunkt der gemeinsamen Tätigkeit waren von der Reformarchitektur geprägte Villen.
Im Sommer 1905 schied Georg Metzendorf als Teilhaber des Büros seines Bruders aus und machte sich als Architekt in Bensheim an der Bergstraße selbständig. Bauvorhaben u. a. in München, Naumburg, Siegen und Worms – zumeist anspruchsvolle Einfamilienhäuser – ließen sein Betätigungsfeld schnell über die Grenzen seiner Heimatregion wachsen. Darüber hinaus beschäftigte er sich auch konzeptionell mit Kunstgewerbe bzw. Design. Er entwarf Gebrauchsgegenstände, Schmuck, Tapeten, Insignien, Grabsteine und maschinell hergestellte Möbel; außerdem entwickelte er ein neuartiges Heizsystem, das später unter dem Namen „Druna“ weltweit zur Anwendung kam.
Georg Metzendorfs Tätigkeit an der Bergstraße fiel mit den fruchtbaren Jahren der Darmstädter Künstlerkolonie und den großen Ausstellungen 1901–1908 auf der Mathildenhöhe zusammen – Strömungen, die sich auch im Deutschen Werkbund und in der Gartenstadtbewegung manifestierten. Hierbei beschäftigte sich Georg Metzendorf mit einem der entscheidenden Probleme seiner Zeit: der Entwicklung von geeigneten Siedlungs- und Wohnmodellen für die neue Massengesellschaft im Gefolge der Industrialisierung.
In einem reichsweiten Ausleseverfahren und aufgrund seines Aufsehen erregenden Kleinwohnhauses, das er 1908 auf der Darmstädter Mathildenhöhe ausgestellt hatte, erhielt Metzendorf als 33-Jähriger den Auftrag, in Essen eine Siedlung für 12.000 Einwohner vom städtebaulichen Entwurf über die Planung der Häuser bis hin zur Gestaltung der Wohnungseinrichtung als ein aufeinander abgestimmtes Gesamtkunstwerk zu realisieren. Laut Regierungserlass war Metzendorf hierbei von allen bindenden Gesetzen und Bestimmungen befreit. So entstand mit der Margarethenhöhe ein Pilotprojekt experimentellen Städtebaus, dessen Erkenntnisse später in die Gesetzgebung deutscher Normen und Bauordnungen eingeflossen sind.
Metzendorfs Margarethenhöhe, die von ihm konzipierte Gartenstadt Hüttenau bei Hattingen und die Gartenstadt Hellerau bei Dresden, an der er ebenfalls mit einigen Gebäuden beteiligt war, wurden ab 1909 ausgeführt und zählen wegen ihrer grundsätzlich neuen Ansätze sowohl in der Planung als auch in der Umsetzung in Deutschland zu den ersten großen Reformsiedlungen des 20. Jahrhunderts.
Zur Abwicklung der neuen Aufgaben zog Metzendorf im Jahre 1909 nach Essen und nahm dort an einer umwälzenden Entwicklung teil, die mit dem Anspruch auf eine selbst begründete Kunst- und Umweltgestaltung später als „Westdeutscher Impuls“ in die Bau- und Kulturgeschichte eingehen sollte.
Für die Weltausstellung 1910 in Brüssel erhielt Metzendorf von der Reichsregierung den Auftrag, zwei Arbeiterhäuser zu planen. Hierfür entwickelte er in einem patentierten System zwei Fertighäuser, die vor Ort innerhalb von vier Tagen bezugsfertig aufgestellt wurden. Für diese Leistung wurde er mit dem Professorentitel ausgezeichnet. Sein bestes Beispiel für spätere Entwicklungen im Siedlungsbau dürfte das „Essener Arbeiterhaus“ sein, das er zur Kölner Werkbundausstellung 1914 beitrug.
Im Atelier Metzendorfs sammelten zahlreiche bekannte Architekten ihre ersten Berufserfahrungen, so etwa Richard Kauffmann, der 1920 den „Neuen Stil“ nach Israel brachte, der spätere Direktor des Bauhauses, Hannes Meyer, der Kölner Architekt Hans Schumacher und Hans Schwippert.
Nach dem Ersten Weltkrieg verlagerte Georg Metzendorf den Schwerpunkt seiner Tätigkeit mehr und mehr auf Bauten der Technik und Gemeinschaft wie Industrieanlagen, Brücken, Verwaltungsgebäude, Schulen, Kultureinrichtungen, Kirchen und besonders Krankenhäuser. Hierbei fand er zu einem eigenen Stil Neuer Sachlichkeit, der vermittelnd zwischen der ästhetischen Revolution der Berliner Avantgarde und der Traditionsverbundenheit der Stuttgarter Schule lag.
Zur besseren Abwicklung der wachsenden Aufgaben bildete Metzendorf 1921 mit seinem langjährigen Mitarbeiter Carl Mink (1883–1939) und Jacob Schneider (1889–1981) eine Bürogemeinschaft. Nach dem Tode seines Bruders Heinrich führte Georg Metzendorf dessen Architekturbüro in Bensheim als Filiale von Essen aus zwischen 1923 und 1928 weiter. 1931 zeichnete ihn die Technische Hochschule Aachen mit der Ehrendoktorwürde (als Dr.-Ing. E. h.) aus, weil „... er als erster in vorbildlicher Weise Arbeiterwohnungen und Arbeitersiedlungen gestaltet hat.“
1934 leiteten die Nationalsozialisten ein Verfahren gegen ihn wegen „Kulturbolschewismus“ ein. Kurz darauf starb Georg Metzendorf mit 59 Jahren. Sein Grab auf dem Essener Südwestfriedhof steht seit 2006 unter Denkmalschutz.
Metzendorf war ab 1907 Mitglied des Deutschen Werkbunds, ab 1909 Mitglied der Deutschen Gartenstadtgesellschaft, des Bundes Deutscher Architekten (BDA), der Gesellschaft zur Förderung deutscher Kunst des 20. Jahrhunderts, Kuratoriumsmitglied der Staatlichen Baugewerkschule Essen, 1912 Leiter der Bauberatungsstelle für den Landkreis Essen und 1925 I. Vorsitzender des Ruhrländischen Architekten- und Ingenieurvereins.
Georg Metzendorfs Tätigkeit fällt mit einer der spannungsreichsten Epochen europäischer Baukultur zusammen, der Entwicklung vom Historismus über den Jugendstil und die Reformarchitektur zum Neue Bauen bzw. zur  Klassischen Moderne innerhalb von nur 30 Jahren. Vor allem wegen seiner wegweisenden Reformplanungen für einen sozialhumanen, menschenwürdigen Städtebau im ersten Drittel des 20. Jahrhunderts ist Georg Metzendorf in die Baugeschichte eingegangen.

## Auszeichnungen und Ehrungen
- 1911: Verleihung des Professorentitels durch Großherzog Ernst Ludwig von Hessen
- 1931: Ehrendoktorwürde (Dr.-Ing. E. h.) der Technischen Hochschule Aachen
- 1934: Umbenennung des Hohlwegs (Essen-Margarethenhöhe) in Metzendorfstraße

## Werk

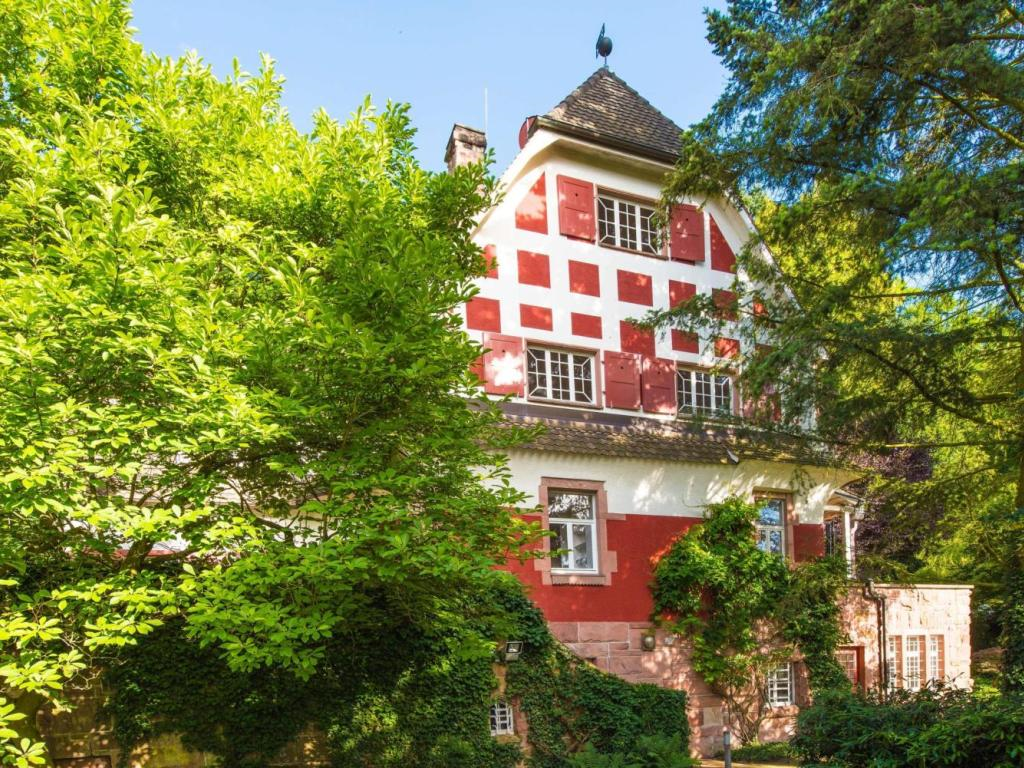
Wohnhaus Georg Metzendorf in Bensheim (1900–1902)
Kleinwohnhaus auf der Hessischen Landesausstellung Darmstadt 1908
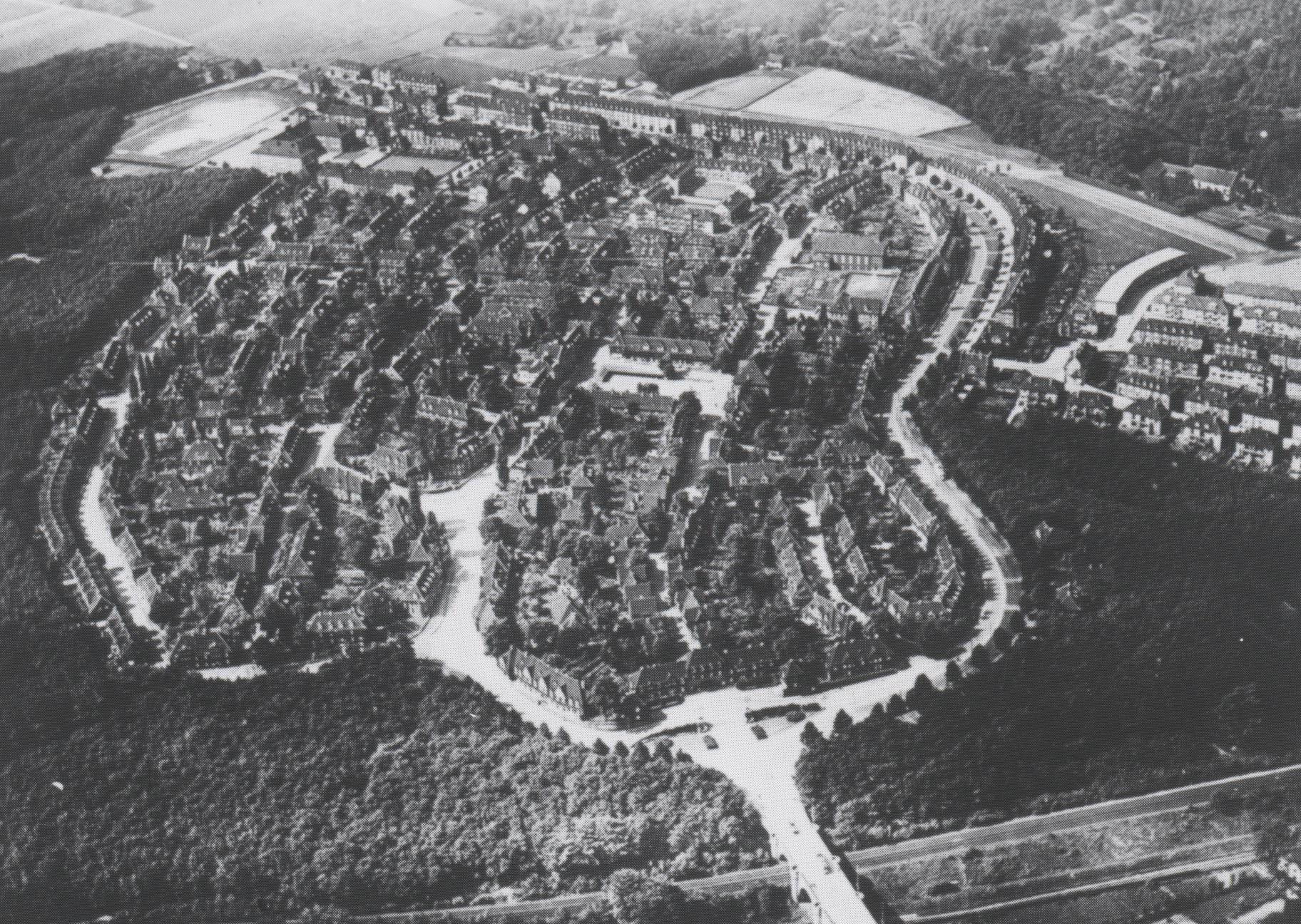
Margarethenhöhe (Luftaufnahme 1931)
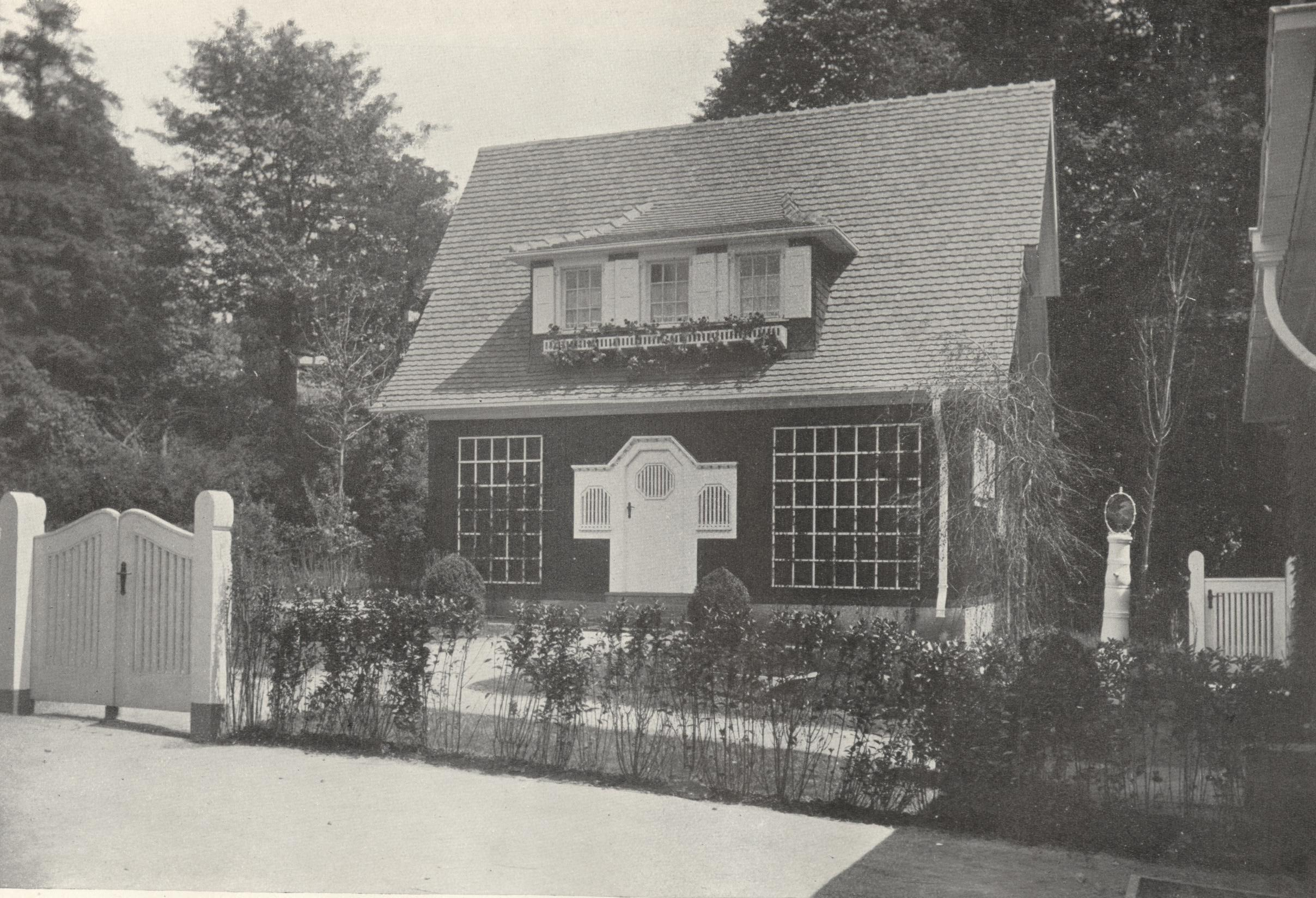
Deutsches Arbeiterwohnhaus auf der Weltausstellung in Brüssel 1910
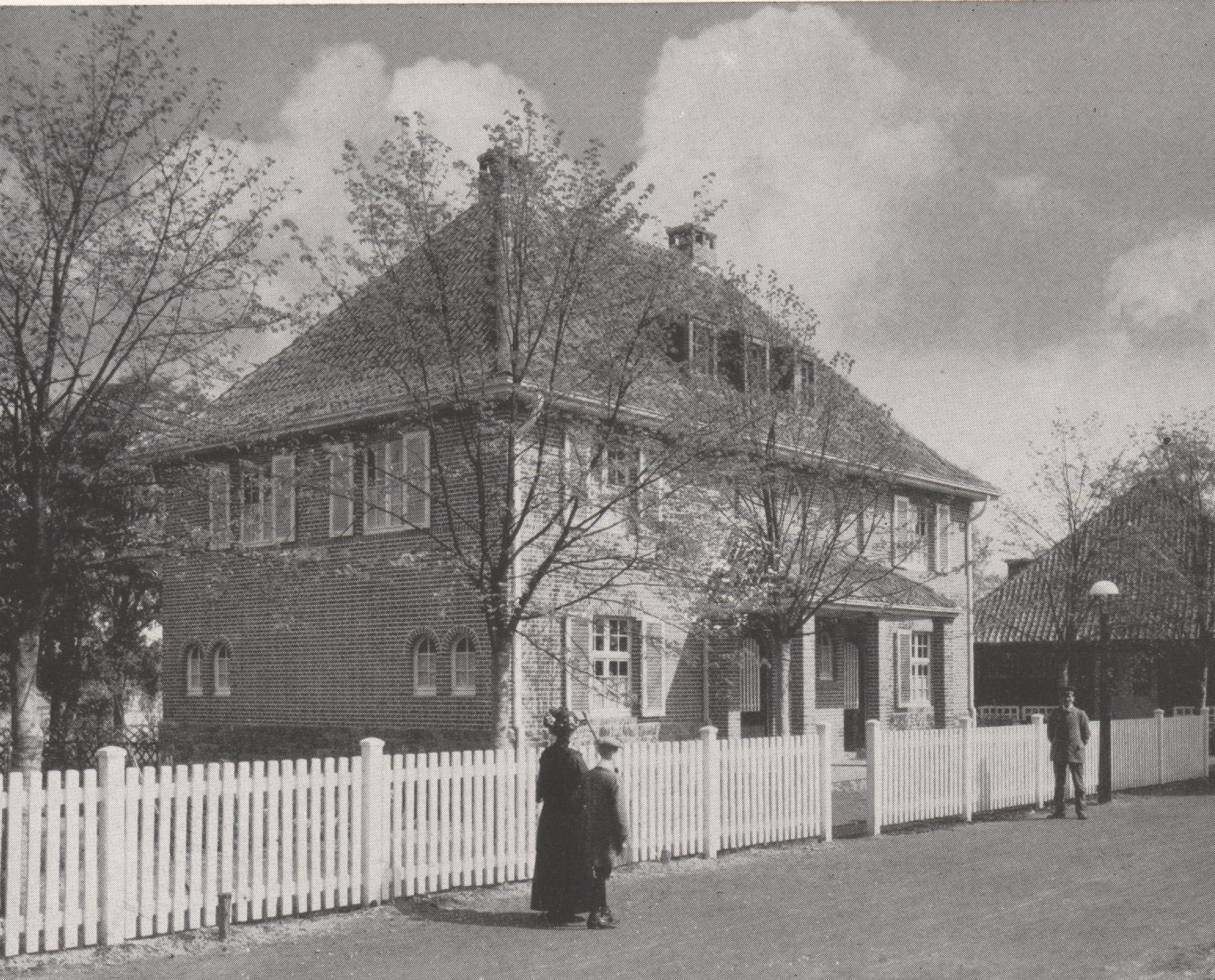
Kleinwohnungshaus auf der Werkbundausstellung Köln 1914
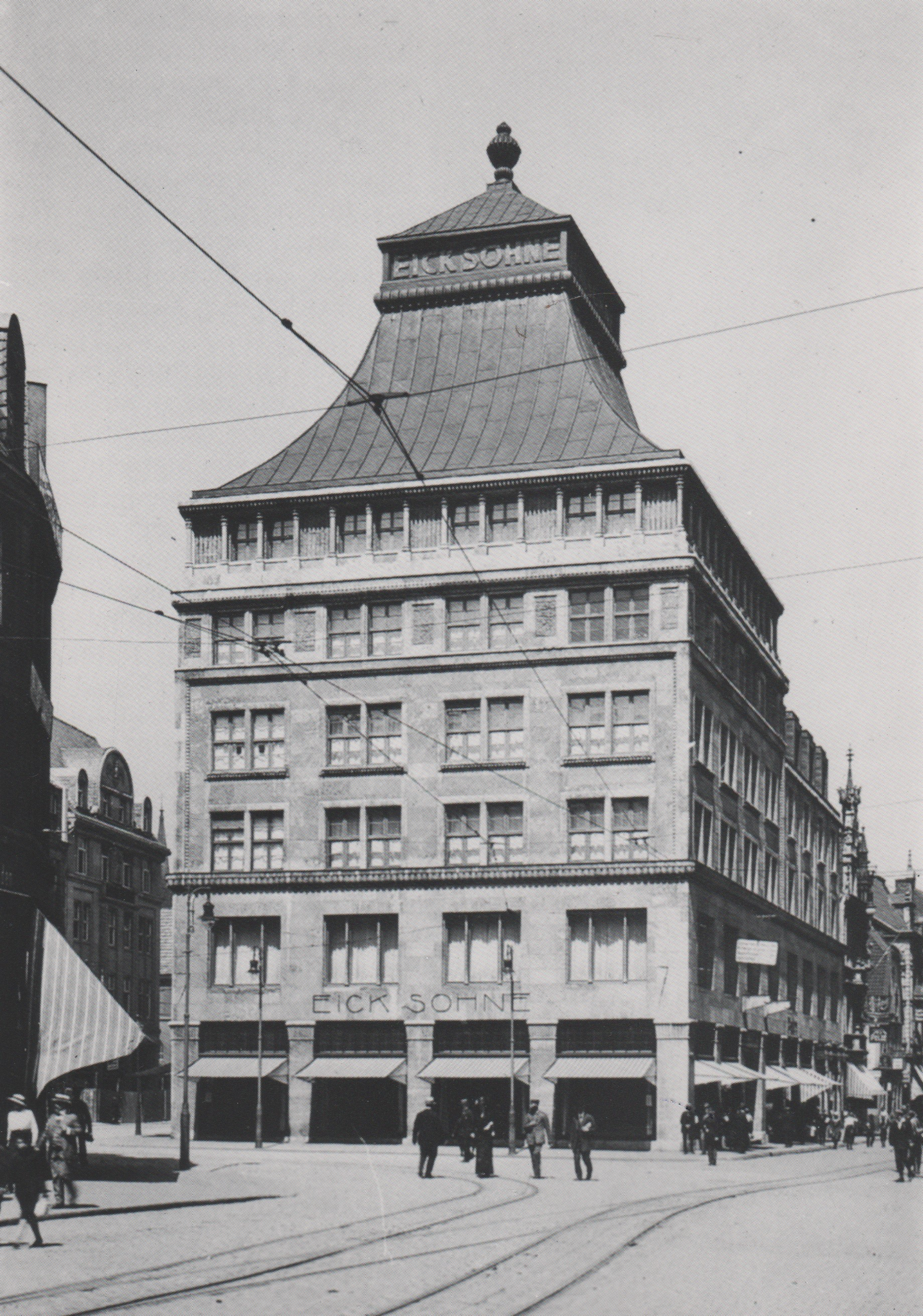
Geschäftshaus A. Eick Söhne in Essen (1911–1915)
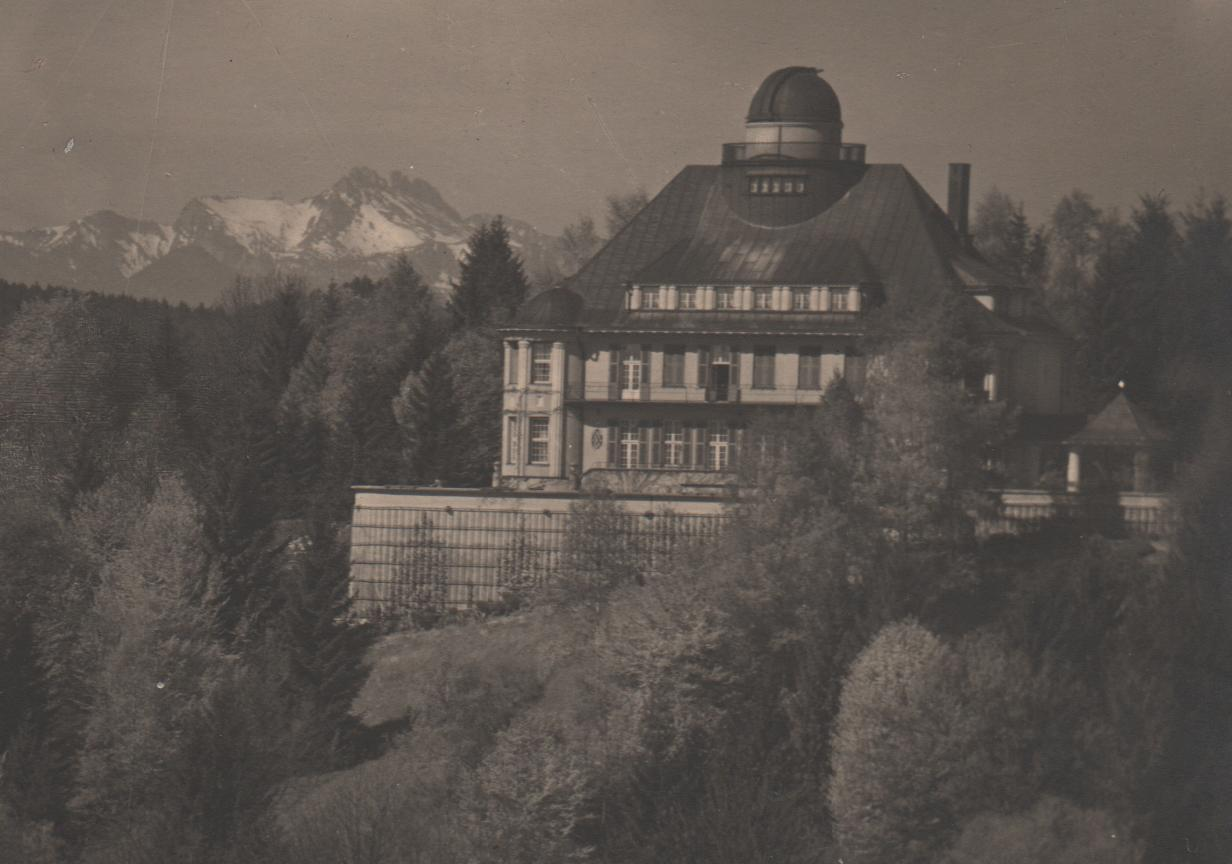
Wohnhaus Ehrensberger in Traunstein (1911–1915)
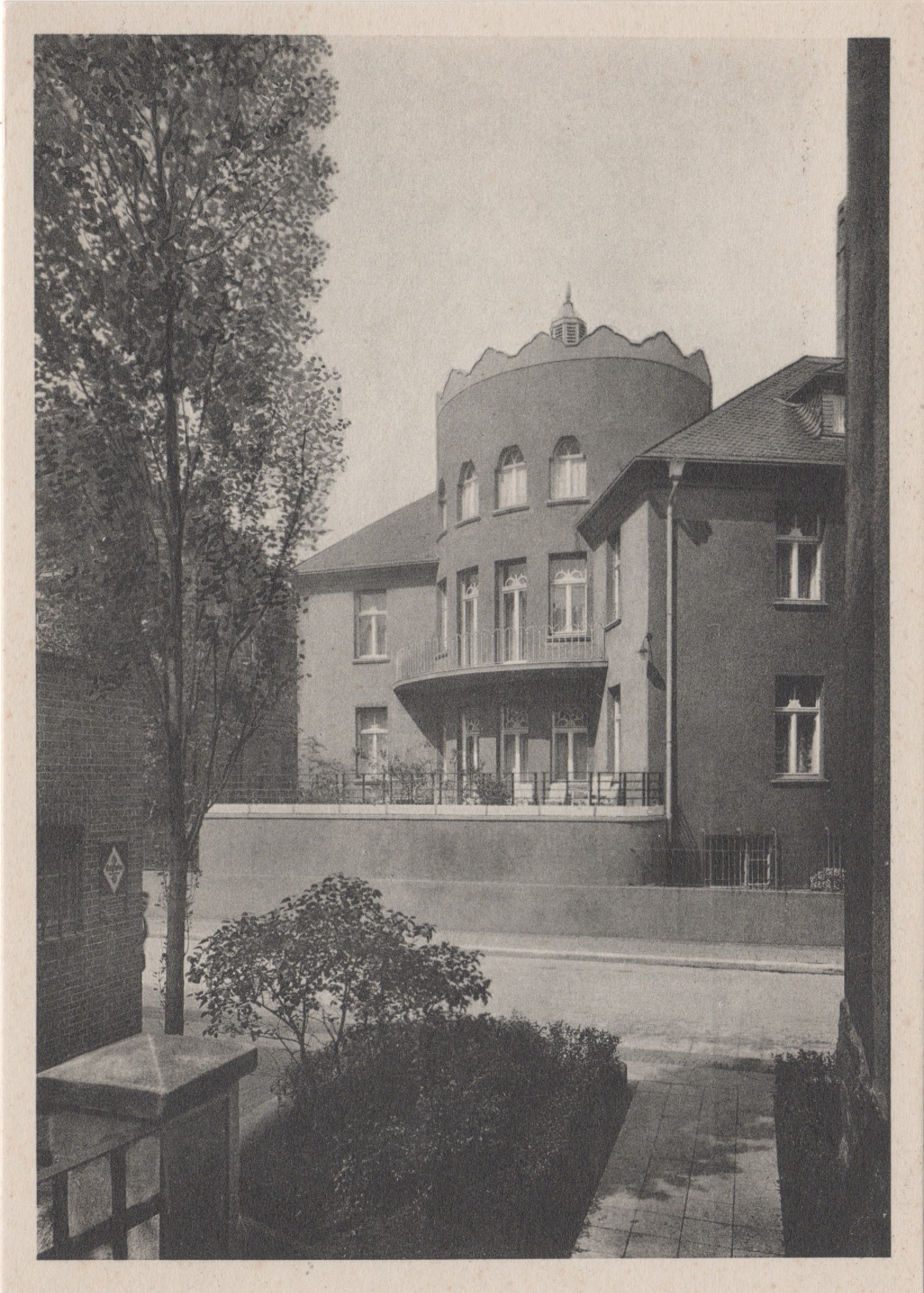
Wohnhaus von Georg Metzendorf in Essen (1924–1925)

### Bauten (Auswahl)
- 1899–1900: Wohnhaus für den Schriftsteller Wilhelm Holzamer in Heppenheim, Lorscher Straße 21
- 1900–1902: Wohnhaus für Georg Metzendorf in Bensheim, Dürerstraße 5
- 1902–1905: Wohnbebauung im Brunnenwegviertel in Bensheim, Ernst-Ludwig-Straße (mit Heinrich Metzendorf)
- 1904–1905: Werkmeisterwohnungen der Papierfabrik Wilhelm Euler in Bensheim, Friedhofstraße 86–90 (mit Heinrich Metzendorf)
- 1906–1907: Wohnhaus für Dr. Ernst Walger mit Kreisgesundheitsamt in Erbach (Odenwald), Gabelsbergerstraße 5
- 1907–1908: Kleinwohnhaus auf der Hessischen Landesausstellung 1908 in Darmstadt, Mathildenhöhe (später auf dem Grundstück  Erbacher Straße 140 wiedererrichtet)
- 1908/1911: Siedlung Breilsort, Essen-Frohnhausen (Planung/Baubeginn)
- 1909–1910: Straßenbrücke über das Mühlbachtal als Hauptzugang zur Siedlung Margarethenhöhe in Essen
- 1909–1911/1923: Wohnhaus für den Unternehmer Arnold Jung in Jungenthal bei Kirchen (Sieg) (später bewohnt durch Direktor Ernst P. Hintze)
- 1909–1934/1938: Siedlung Margarethenhöhe bei Essen (mit Schule, Kirchen, Läden, Gaststätte usw.)
- 1909–1917 und 1926–1928: Gartenstadt Hüttenau bei Hattingen mit Infrastruktur (verändert)
- 1909–1914: Wohnhäuser in der Gartenstadt Hellerau in Dresden-Hellerau, Heinrich-Tessenow-Weg 1 und 2–16
- 1910–1910: Zwei Arbeiterwohnhäuser auf der Weltausstellung Brüssel 1910 (nicht erhalten)
- 1910–1911: Wohnhauszeile für den Bauunternehmer Franz Hinsken in Essen, Moltkeviertel, Semperstraße 13–21
- 1910–1911: Wohnhausgruppen für den Bauverein Eigenheim in Essen, Moltkeviertel, Schnutenhausstraße 2–20 und 7–17
- 1910–1912: Kruppsche Beamtenhäuser in Essen, Goethestraße 24–36 (teilweise erhalten)
- 1911–1911: Wohnhaus für den Diplomaten Heinrich F. Albert in Berlin-Frohnau, Maximiliankorso 37[3]
- 1911–1915: Landhaus  für den Krupp-Manager Emil Ehrensberger in Traunstein (Oberbayern), Rupprechtstraße 6 (heute Bildungs- und Exerzitienhaus St. Rupert)
- 1911–1915: Geschäftshaus Eickhaus in Essen, Kettwiger Straße 1 / Lindenallee 2 / Rathenaustraße 17 (erheblich verändert)
- 1913–1914: Bauten in der Mustersiedlung „Neues Niederrheinisches Dorf“ auf der Kölner Werkbundausstellung (nicht erhalten)
- 1914: „Krupp-Zimmer“ auf der Kölner Werkbundausstellung (später in das „Gasthaus Margarethenhöhe“ in Essen eingebaut)
- 1915: Jugendhalle Schonnebeck in Essen-Schonnebeck, Saatbruchstraße 52[4]
- 1916/1918: Siedlungsstraße Breilsrand, Essen-Frohnhausen
- 1920–1921: Wohnhaus für den Holzhändler Anton Heller in Willingen (Upland), Briloner Straße 62
- 1920–1922: Bergarbeiter-Siedlung der Zeche Mont Cenis in Herne-Sodingen (verändert)
- 1920–1926: Katholische Pfarrkirche Herz-Jesu in Bischofswiesen bei Berchtesgaden, Hauptstraße
- 1921–1922: Wohnhaus mit Kanzlei für den Rechtsanwalt Ludwig Stern in Essen-Rüttenscheid, Goethestraße 89
- 1921–1922: Wohnhaus für den Unternehmer Theo Goldschmidt in Essen-Bredeney, Hohe Buchen 14 (nicht erhalten)
- 1921–1922/1928: Verwaltungsgebäude „Ruhrhaus“ für die Emschergenossenschaft, den Ruhrverband und andere Nutzer in  Essen, Südviertel, Kronprinzenstraße 37
- 1922–1923: Doppelwohnhaus für die Emschergenossenschaft in Essen, Moltkeviertel, Semperstraße 24 / Schinkelstraße
- 1922–1923: 3. Erweiterung der „Margarethensiedlung“ der Friedrich Krupp AG in (Duisburg-) Rheinhausen, Berthaplatz
- 1924–1925: Wohnhaus für Georg Metzendorf in Essen-Rüttenscheid, Goethestraße 102 (1943 zerstört)
- 1924–1925: Wohnhaus für  den Geschäftsmann Siegmund Baer in Essen, Moltkeviertel, Weißbachstraße 14
- 1926–1927: Umbau und Erweiterung des Schauspielhauses in Essen, Hindenburgstraße 43 (1943 zerstört)
- 1925–1927: Vinzentinerinnen-Kloster mit Kirche in Heppenheim, Kalterer Straße 3
- 1926–1928: Lungenheilstätte „Haardheim“ bei Marl, Halterner Straße 525 (verändert)
- 1926–1928: Straßenbrücke über die Ruhr, genannt „Kemnader Brücke“, zwischen Bochum-Stiepel und (Hattingen-) Blankenstein (1945 gesprengt, mit Veränderungen wiederaufgebaut)
- 1927–1928: Wohnhaus für den Kaufmann Carl Herzberg in Essen-Bredeney, Brachtstraße 21 / Stocksiepen
- 1927–1929: Katholisches Pfarrzentrum „St. Joseph“ mit Kirche in Hattingen-Welper, Thingstraße 41
- 1927–1930: Stadtsparkasse mit „Haus der Technik“ und Kabarett „Casanova“ in Essen, Kapuzinergasse 8 / Hirschlandplatz 2 / Theaterplatz 7–9 / Rathenaustraße 2–4 (heute „Theaterpassage“, „Deutsches Plakat Museum“ u. a.)
- 1928–1930: Stadtbücherei mit Theaterrestaurant in Essen, Hindenburgstraße 45 (1943 zerstört)
- 1929–1932: Lupusheilstätte „Haus Hornheide“ in Handorf bei Münster, Dornbaumstraße 300 (1989 abgerissen)

### Schriften (Auswahl)
- Denkschrift über den Ausbau des Stiftungsgeländes. (Margarethenhöhe) Essen 1909.
- Denkschrift über den Ausbau der Gartenstadt Hüttenau bei Blankenstein a. d. R. Essen 1911.
- Kleinwohnungsbauten und Siedlungen. Darmstadt 1920.
- Gegen die Wohnungsnot. Essen 1923.
- Der Einfluss des Deutschen Werkbundes auf das Siedlungsproblem. In: Der Deutsche Werkbund in Essen. Sonderbeilage der Rheinisch-Westfälischen Zeitung vom 23. Juni 1926.
- Die Zukunft Münchens. (München als Industrie-, Kultur- und Wohnstadt) In: Münchner Neueste Nachrichten vom 3. Mai 1928.
- Margarethenhöhe. Erinnerungen und 20 Jahre Baugeschichte. Essen 1929.
- Bauten von G. Metzendorf und J. Schneider. In: Wasmuths Monatshefte für Baukunst, 14. Jahrgang 1930, S. 448–451 und S. 573.
- Neue Bauten von Metzendorf und Schneider. In: Die Baugilde, 13. Jahrgang 1931, Heft 23, S. 1749–1756.